# Xylophanes ochracea
Xylophanes ochracea är en fjärilsart som beskrevs av Walker. Xylophanes ochracea ingår i släktet Xylophanes och familjen svärmare. Inga underarter finns listade i Catalogue of Life.